# Urobotrya
Genre
Urobotrya est un genre botanique de la famille des Opiliaceae.
Ce sont des plantes dicotylédones des régions tropicales.

## Liste d'espèces
Selon World Checklist of Selected Plant Families (WCSP) (24 févr. 2012) :
- Urobotrya congolana (Baill.) Hiepko (1971 publ. 1972)
- Urobotrya floresensis Hiepko (1979)
- Urobotrya latisquama (Gagnep.) Hiepko (1971 publ. 1972)
- Urobotrya longipes (Gagnep.) Hiepko (1971 publ. 1972)
- Urobotrya parviflora Hiepko (1972)
- Urobotrya siamensis Hiepko (1972)
- Urobotrya sparsiflora (Engl.) Hiepko (1971 publ. 1972)